# Кам'яний міст (Регенсбург)
Кам'яний міст (нім. Steinerne Brücke) – міст через річку Дунай у місті Регенсбург (Німеччина, федеральна земля Баварія), побудований у 1135-1146 роках. Вважається найстарішим кам'яним мостом, що зберігся в Німеччині.
Поряд із Регенсбурзьким собором він є основною пам'яткою міста. Понад 800 років, до 1930-х років, він залишався єдиним мостом міста через річку.

## Історія
Ймовірно, ще кельти і римляни могли на місті майбутньгого мосту перетинати річку. У 792 році Карл Великий побудував понтонний міст, згідно з іншими джерелами, дерев'яний міст ,  але він не проіснував довго, тому що «течі та негода неодноразово зривали конструкцію» .
Будівництво кам'яного мосту розпочалося посушливим літом 1135 року. Роботи, якими керував невідомий майстер, тривали до 1146 року. Замовниками, ймовірно, були регенсбурзькі купці за підтримки баварського герцога Генріха Гордого. На той час Регенсбург був одним із найбагатших і густонаселених міст Німеччини. Будівництво мостових веж південної та середньої, можна лише приблизно датувати періодом із середини XIII по середину XIV століття, коли будувалися інші міські укріплення. Археологічні дослідження показали, що північна вежа, яка стала б першою метою атаки потенційного супротивника, що наближався з півночі, була збудована у 1246 році.
Людовік VII Французький та його армія використали міст, щоб перетнути Дунай по дорозі у Другий хрестовий похід. 
У травні 1189 року імператор Фрідріх I Барбаросса виступив звідти з великою армією в Третій хрестовий похід. В 1182 імператор Фрідріх I Барбаросса надав мосту особливі привілеї (свободу доступу до мосту і звільнення від мит) ; була створена контора наглядача мосту, яка мала свої права і дохід, і у наглядача моста якої була печатка мосту з написом: SIGULUM GLORIOSI PONTIS RATIPONE (Печатка славного мосту Регенсбурга). Доходи від плати за проїзд мостом використовувалися на його утримання.
Міст послужив зразком для інших кам'яних мостів, побудованих у Європі в XII і XIII століттях: мосту через Ельбу (нині міст Августа) у Дрездені, Лондонського мосту через Темзу, мосту Пон-д'Авіньйон через Рону та мосту Юдіфі (попередника Карлового мосту) через Влтаву в Празі.
Міст прикрашає славетна скульптура кам’яної людини (Bruckmandl), встановлена у 1446 році. Нинішній варіант скульптури датується 23 квітня 1854 року. 
Поруч із мостом знаходиться популярна у туристів і мешканців міста Історична сосисочна Регенсбурга, яка раніше служила будівельною конторою або кухнею для робітників, які брали участь у будівництві мосту.

## Легенда
Про будівництво мосту є відома легенда. Посперечалися якось архітектор мосту з архітектором Регенсбурзького собору, чиє творіння раніше добудовано буде. Будова собору йшла швидше і вирішив тоді творець мосту укласти договір із чортом. За його умовами перші три душі, що перетнули міст, належать чорту. Після цього будівництво мосту йшло дуже швидко і він був повністю закінчений значно раніше за собор. Чорт зажадав свою плату і хитрий архітектор пустив по щойно спорудженому шедевру півня, курку та собаку. Зі злості чорт вирішив знищити міст, але це йому не вдалося. Ось чому, згідно з легендою, мост має горб. У легенді маленький чоловік, що сидить на мосту і постійно спрямовує погляд на місце будівництва веж собору, перетворюється на образ будівельника мосту. Насправді міст був добудований задовго до початку будівництва собору у 1275 році.

## Галерея

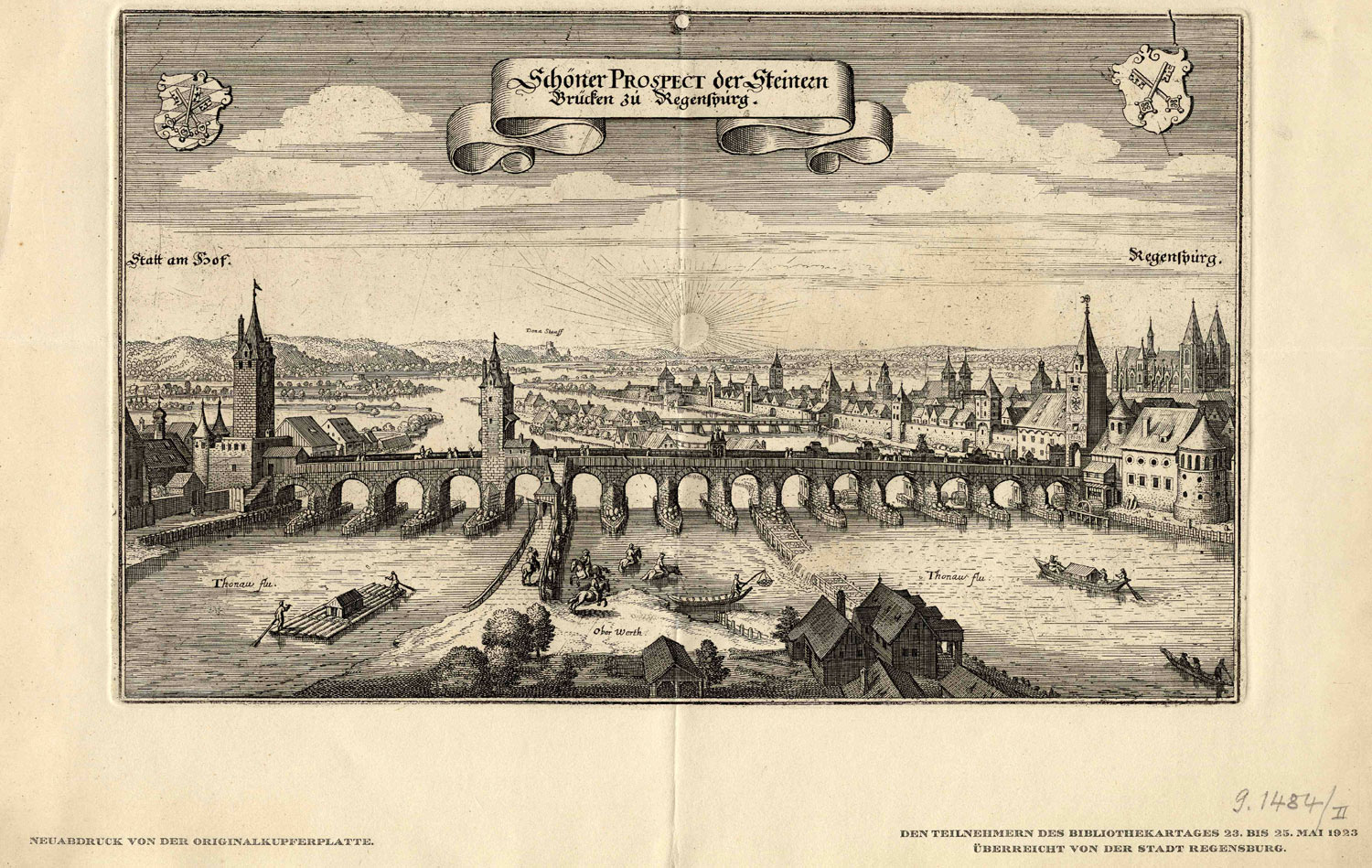
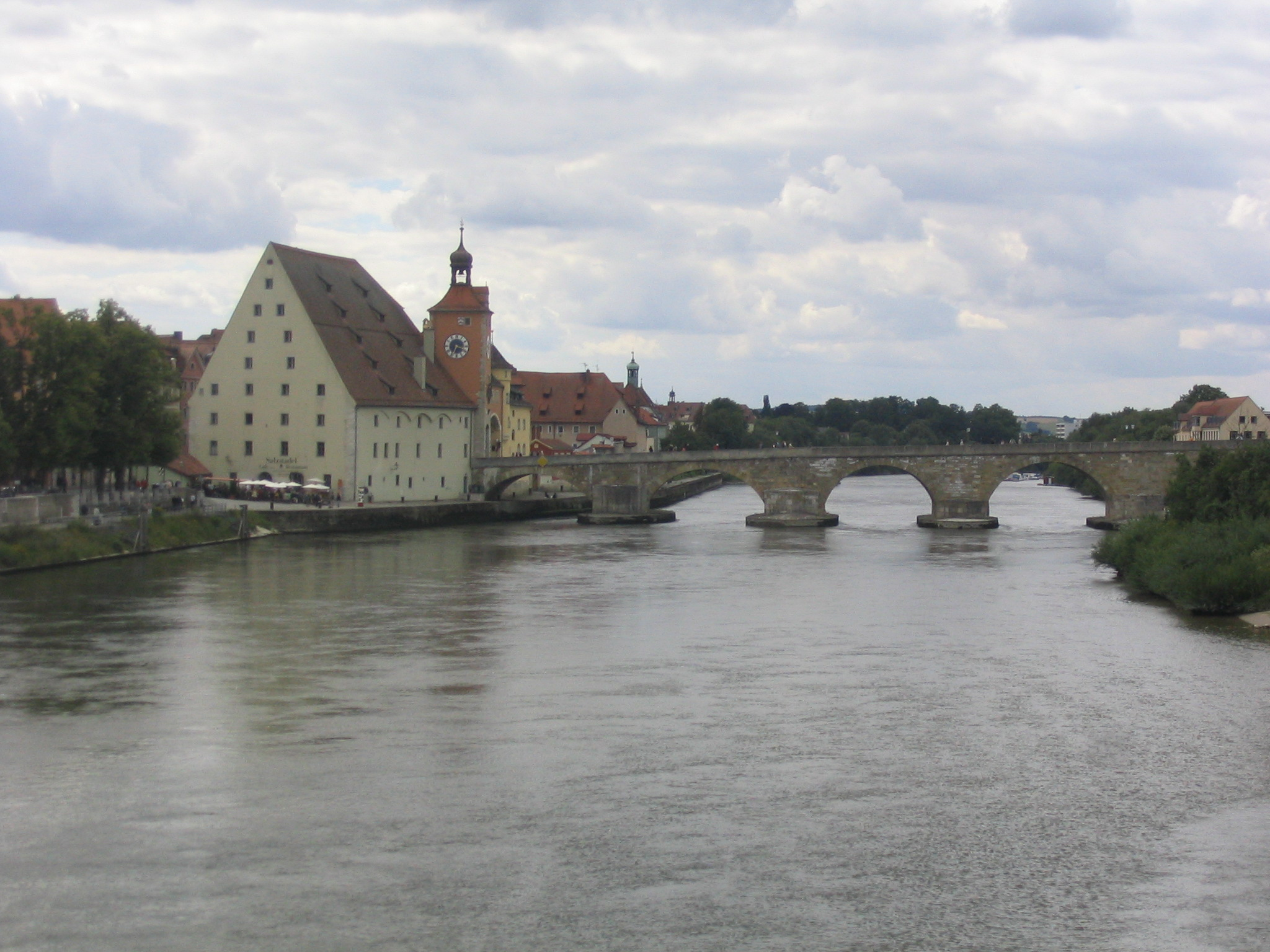
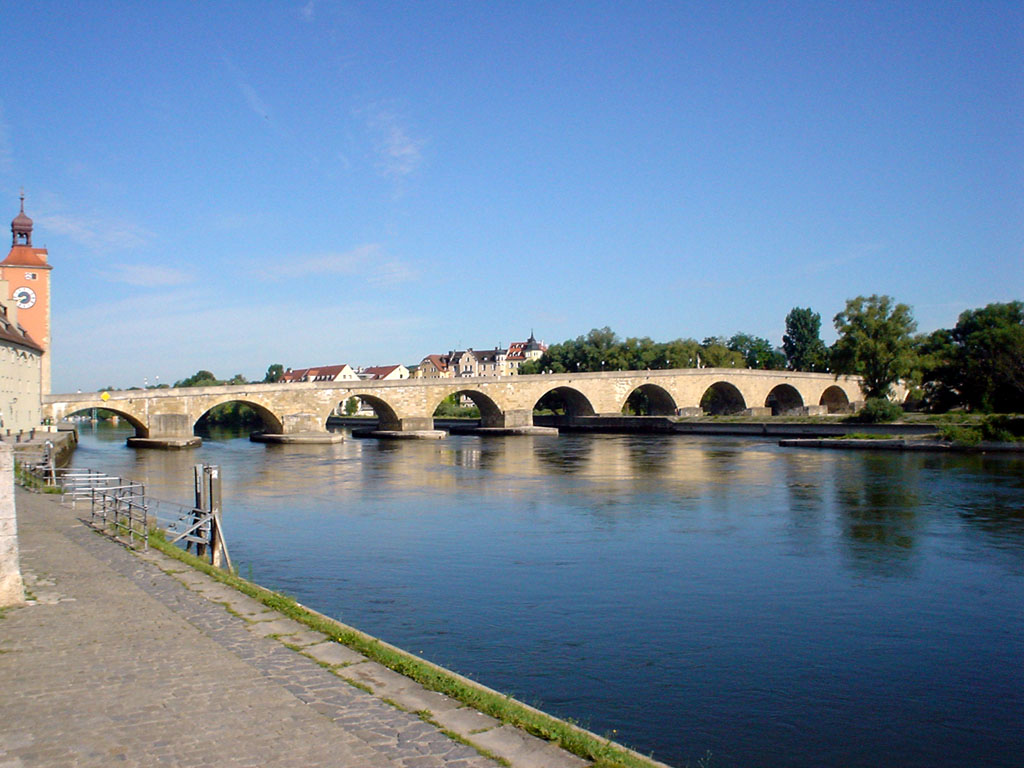
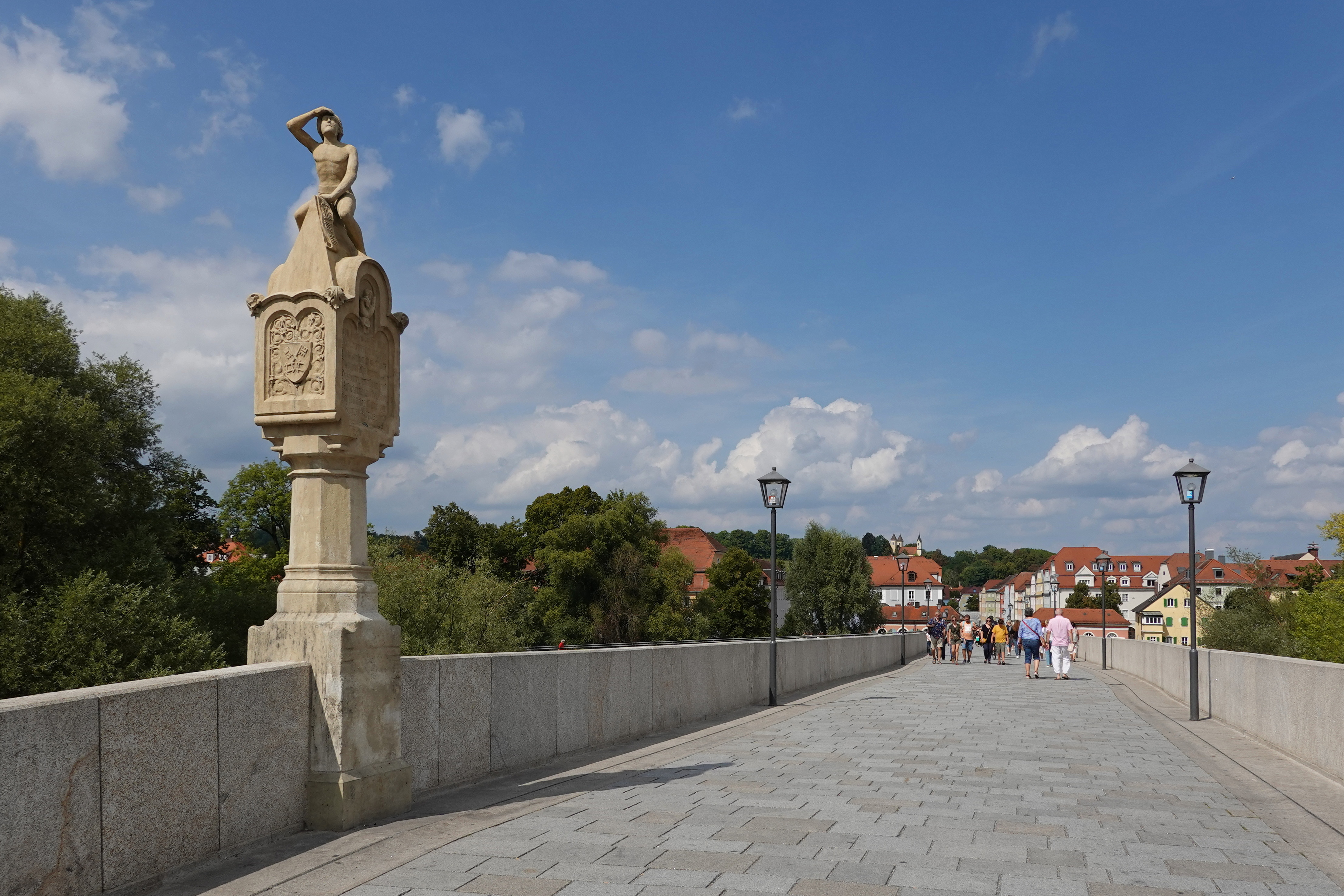
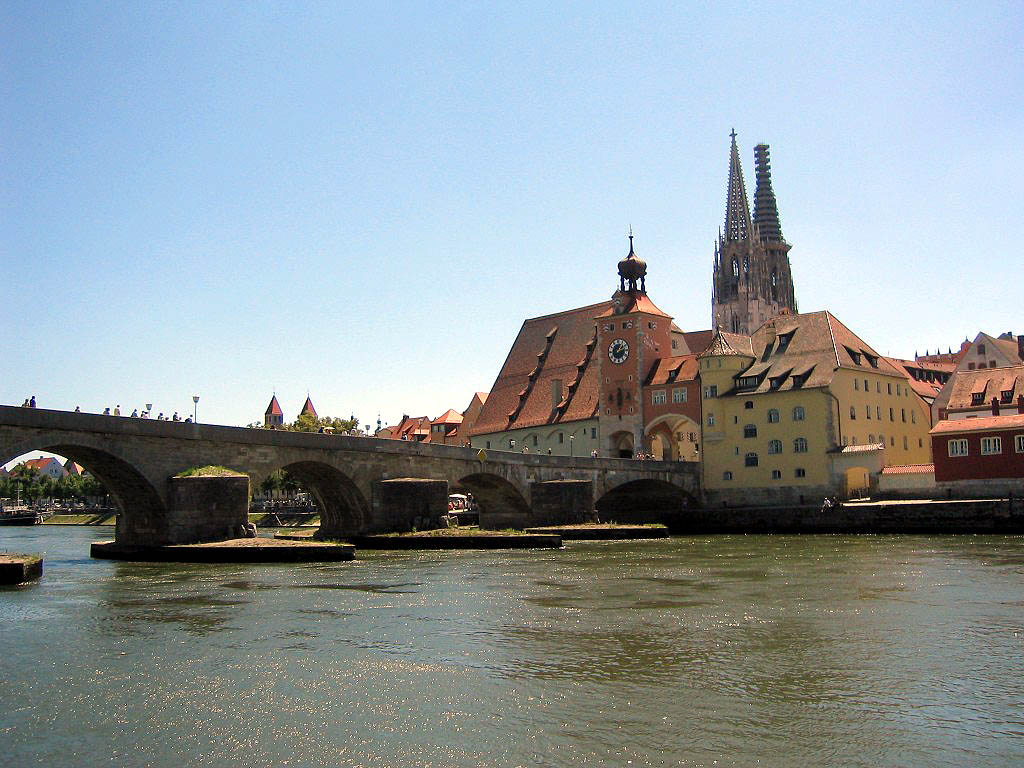